# افتخار (مزرباط)
افتخار هي بلدة في مقاطعة مزرباط في ولاية صرخنداريا في أوزبكستان.